# Blockpolitik
Blockpolitik kan sägas vara ett parlamentariskt system, där skiljelinjerna går mellan grupper (block) av olika politiska partier. Olika politiska block tenderar ofta att inneha mer eller mindre liknande ideologiska drag. Exempel på länder som har haft inslag av blockpolitik är bland andra Sverige, Norge, Danmark och Nya Zeeland.
I andra länder med flerpartisystem är blockpolitiken inte lika tydlig som i exempelvis Sverige eller saknas helt, genom att mittenregeringar har bildats och partier oavsett positionering på vänster–höger-skalan kan tänka sig att bilda en koalitionsregering beroende på rådande parlamentariska styrkeförhållanden och möjligheten att tillsammans lösa aktuella politiska sakfrågor.

## Sverige
Inom den svenska politiken har blockpolitik ofta förknippats med motsättningar mellan socialistiska och borgerliga partier. Noterbart är dock att gränsen mellan blocken före demokratins genombrott snarare gick mellan liberaler och socialdemokrater på ena sidan, och högern på andra sidan. Från 1920-talet till ATP-striden på 1950-talets slut saknades en organiserad blockpolitik, där Socialdemokraterna vid flera tillfällen inledde samarbeten med Bondeförbundet. 1960-talet präglades av att de tre borgerliga partier i allt högre utsträckning började rikta gemensam kritik mot Socialdemokraterna. Försök att etablera en trepartisamverkan i Skåne i form av Medborgerlig samling nådde dock ingen verklig framgång, även om Centerpartiet och Folkpartiet etablerade en mittensamverkan som kom att vara in på 1970-talet. Den oppositionella samordningen mellan de borgerliga partierna kom att underlätta maktskiftet 1976. Därefter har varje svenskt riksdagsval i mer eller mindre utsträckning präglats av politiska motsättningar mellan block.
Då borgerliga partier (i form av Moderaterna, Kristdemokraterna, Centerpartiet och Liberalerna) har nått egen majoritet eller blivit största block har de bildat gemensam regering, vilket även har gällt då det socialistiska och sedermera rödgröna blocket (i form av Socialdemokraterna, Vänsterpartiet och Miljöpartiet) har varit i majoritetsställning (även om Socialdemokraterna ofta har regerat ensamma med parlamentariskt stöd från V och MP). Miljöpartiet deklarerade vid grundandet 1981 att partiet stod utanför blockpolitiken, men har från 1990-talets slut allt mer fördjupat samarbetet med Socialdemokraterna. De två traditionella blocken har dock innehållit mer eller mindre stora spänningar mellan olika partier, och tidvis har dessa spänningar varit lika påtagliga inom blocken som mellan blocken. 1980-talets politiska system har exempelvis beskrivits att ha bestått av ett grönt block med C, VPK och MP samt ett tillväxtblock bestående av S, M och FP. En fråga som historiskt har splittrat blocken har varit synen på EU och EMU. I andra tider har blockpolitiken varit mer utpräglat cementerad, exempelvis i 2006 och 2010 års valrörelser i och med bildandet av Allians för Sverige (senare Alliansen) 2004 och senare ett rödgrönt regeringsalternativ.

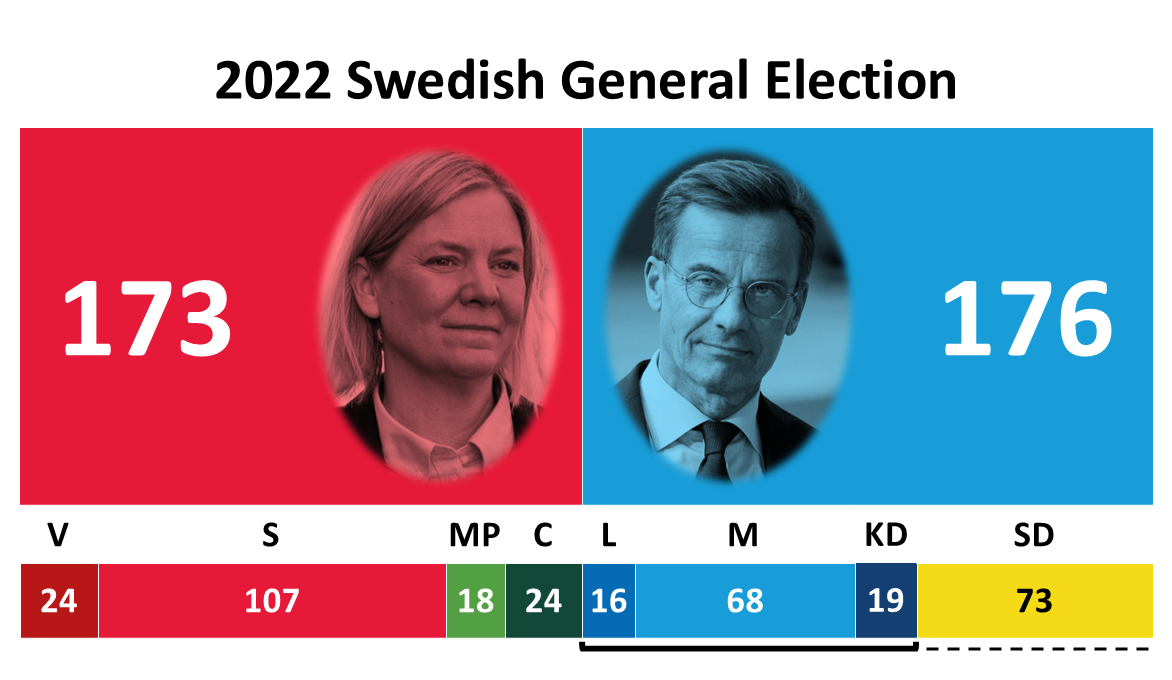
De politiska blocken i Sveriges riksdag i valet 2022.

När Sverigedemokraterna kom in i riksdagen 2010 kom partiet att fungera som ett tredje block, i och med att de andra partierna vägrade att samarbeta med SD. Efter riksdagsvalet 2018 uppstod ett oklart parlamentariskt läge då inget av blocken nådde en majoritet. Efter långdragna förhandlingar kom det borgerliga blocket att splittras, genom januariavtalet 2019 och C och L:s samarbete med en rödgrön regering. Moderaterna och Kristdemokraterna förklarade följaktligen att Alliansen inte längre existerade på nationell nivå. Dessa partier kom istället att inleda ett allt närmare samarbete med Sverigedemokraterna i ett försök att bilda en konservativ motkraft till regeringsunderlaget. Det nya högerblocket utökades med Liberalerna inför valet 2022, sedan januariavtalet spruckit i samband med regeringskrisen 2021. Efter att partierna nått majoritet i 2022 års val och tillsammans slutit Tidöavtalet, bildade M, KD och L regering tillsammans med stöd av SD. Det nya konservativa blocket har sedan regeringens tillträde ofta kallats "Tidöpartierna" eller "Tidösamarbetet". Samtidigt har Centerpartiet allt mer kommit att integreras med de övriga rödgröna partierna, vilket återigen har skapat två nya block i Sveriges politiska system.
I många kommuner lever Allianssamarbeten och rödgröna koalitioner kvar, men en allt vanligare syn är att blockpolitiken på regional- och kommunal nivå har övergivits till förmån för så kallade regnbågskoalitioner (blocköverskridande styren). I synnerhet har koalitioner mellan S och M blivit allt vanligare.

## Tyskland
I tysk politik har man ibland talat om ett borgerligt block med CDU, CSU och FDP och ett vänsterblock med SPD och de Gröna. Vänsterpartiet die Linke skulle kanske också räknas till vänsterblocket, men SPD har inte velat samarbeta med det partiet på riksnivå eftersom det bildades genom att en utbrytargrupp från SPD gick ihop med det tidigare kommunistiska maktpartiet i Östtyskland.